# 朝比奈ゆうや
朝比奈 ゆうや（あさひな ゆうや、1980年9月7日 - ）は、日本の少女漫画家。青森県むつ市生まれ。血液型はO型。
1998年、「りぼんオリジナル」12月号に掲載された『天然ジョーカー』でデビュー。「りぼん」や、その派生誌で活躍していたが、2006年以降は、活動の場を「マーガレット」に移している。なお、以上の雑誌の出版元は、すべて集英社である。

## 作品一覧
- 天然ジョーカー（デビュー作・りぼんオリジナル1998年12月号掲載）
- 生まれかわる天使（りぼんオリジナル1999年4月号）
- 独占スペシャル（りぼんオリジナル1999年8月号）
- たまに無敵仕様（りぼん2000年1月号）
- 邪道★ロマンス（2000年りぼん早春のびっくり大増刊号）
- 近距離恋愛（りぼん2000年5 - 7月号）
- ヒーローの才能（りぼんオリジナル2000年8月号）
- いちかばちかダイブ（2000年りぼん夏休みお楽しみ増刊号）
- 偽りのライオン（りぼん2000年11月号 - 2001年3月号）
- インチキ恋愛G（りぼんオリジナル2001年4月号）
- 撫子キラー（りぼん2001年8月号）
- 期間限定（2001年りぼん秋のびっくり大増刊号）
- ジャック#2（りぼんオリジナル2002年4月号）
- さくらんぼフラット（2002年りぼん春のびっくり大増刊号）
- へなちょこ番長（りぼん2002年7月号 - 9月号）
- サマヨエルサボテン（2002年りぼん秋のびっくり大増刊号）
- ±ジャンキー（ぷらまいじゃんきー）（りぼん2003年7月号 - 10月号）
- リセットの呪文（2003年りぼん秋のびっくり大増刊号）
- どうせい☆同盟（りぼんオリジナル2004年4月号）
- あさって晴れたら（りぼんオリジナル2004年8月号）
- 空のパスワード（2004年りぼん夏休みびっくり大増刊号）
- イエローポップ（イエローポップ〜ピーチ×ピーチ〜 りぼん2005年2月号別冊付録）
  - イエローポップ〜ピース!!〜（りぼんオリジナル2005年4月号）
  - イエローポップ〜黄色はまだ行ける〜（りぼんオリジナル2005年12月号）
- ストレンジオレンジ（マーガレット2006年10号 - 2007年4号）
- ラブラック（マーガレット2007年22号 - 2008年5号）

## 書籍
すべて集英社から刊行されている。
- りぼんマスコットコミックス
  - たまに無敵仕様（ISBN 9784088562193、2000年7月出版）
  - 近距離恋愛（ISBN 9784088562544、2001年1月）
  - 偽りのライオン（ISBN 9784088562841、2001年5月）
  - インチキ恋愛G（ISBN 9784088563824、2002年6月14日）
  - へなちょこ番長（ISBN 9784088564272、2002年12月11日）
  - +-ジャンキー（ISBN 9784088565231、2004年2月13日）
  - あさって晴れたら（ISBN 9784088565774、2004年12月15日）
  - イエローポップ（ISBN 9784088566757、2006年3月15日）
- マーガレットコミックス
  - ストレンジオレンジ（全3巻） 
    1. ISBN 9784088461045 2006年10月25日
    2. ISBN 9784088461410 2007年2月23日
    3. ISBN 9784088461632 2007年4月25日

  - ラブラック